# هيلين فان دير بين
هيلين فان دير بين (بالهولندية: Helen Lejeune-van der Ben)‏ هي لاعب هوكي الحقل هولندية، ولدت في 25 يوليو 1964 في لاهاي في هولندا.

## وصلات خارجية
- هيلين فان دير بين على موقع أوليمبيديا (الإنجليزية)